# Глен Рејвен (Северна Каролина)
Глен Рејвен (енгл. Glen Raven) насељено је место без административног статуса у америчкој савезној држави Северна Каролина.

## Демографија
По попису из 2010. године број становника је 2.750, што је 0 (0,0%) становника више него 2000. године.
| Група             | 2000.         | 2010.         |
| Белци             | 2.012 (73,2%) | 2.001 (72,8%) |
| Афроамериканци    | 509 (18,5%)   | 344 (12,5%)   |
| Азијати           | 4 (0,1%)      | 17 (0,6%)     |
| Хиспаноамериканци | 176 (6,4%)    | 341 (12,4%)   |
| Укупно            | 2.750         | 2.750         |